# Sławno (Czarnków-Trzcianka)
Pour les articles homonymes, voir Sławno (homonymie).
Sławno (prononciation : [ˈswavnɔ]) est un village polonais de la gmina de Lubasz dans le powiat de Czarnków-Trzcianka de la voïvodie de Grande-Pologne dans le centre-ouest de la Pologne.
Il se situe à environ 5 kilomètres au sud-est de Lubasz (siège de la gmina), 8 kilomètres au sud de Czarnków (siège du powiat), et à 54 kilomètres au nord-ouest de Poznań (capitale de la Grande-Pologne).

## Histoire
De 1975 à 1998, le village faisait partie du territoire de la voïvodie de Piła.

Depuis 1999, Sławno est situé dans la voïvodie de Grande-Pologne.